# Aenigmathura helicia
Aenigmathura helicia là một loài chân đều trong họ Leptanthuridae. Loài này được Poore & Lew Ton miêu tả khoa học năm 1986.